# Parszowice (przystanek kolejowy)
Parszowice − nieczynny kolejowy przystanek osobowy w Parszowicach, w Polsce, w województwie dolnośląskim, w powiecie lubińskim.